# Abdul Halim Khaddam
  Abdul Halim Khaddam  (àrab: عبدُ الحليم خدَّام)  (Balanea, 21 de juny de 1932 - 16è districte de París, 31 de març de 2020) fou un polític sirià, que va ser vicepresident de Síria entre el 1984 i el 2005. Va ser un dels pocs sunnites musulmans a formar part del nivell superior del lideratge sirià dominat pels alauites. Va ser molt conegut com a lleialista de Hafez al-Assad, i va mantenir una posició forta en el govern sirià fins que va renunciar als seus càrrecs i va fugir del país el 2005, en protesta contra determinades polítiques del successor de Hafez, el seu fill Bashar al-Assad.

## Biografia
Primers anys i educació
Abdul Halim Khaddam va néixer el 15 de setembre de 1932, a Baniyas, Síria. La seva família era musulmà sunnita i de classe mitjana, i el seu pare era un advocat respectat. Khaddam va fer la seva educació primària i secundària a Baniyas i després va estudiar dret a la Universitat de Damasc.

## Trajectòria
Khaddam es va convertir en membre del Partit Baath quan només tenia 17 anys. Va començar la seva carrera política com a governador de Quneitra després que el partit va arribar al poder l'any 1963. Després va ser nomenat governador de Hama i Damasc. El seu primer càrrec al govern va ser de ministre d'economia i de comerç en el gabinet format pel llavors dirigent de Síria, Nureddin al-Attasi, el 1969, sent el ministre més jove de la història política de Síria. A continuació va ser nomenat assessor de Hafez al-Assad. Més tard va servir com a Ministre d'Afers Exteriors i viceprimer ministre de 1970 a 1984. El 7 de gener de 1976, Khaddam va argumentar que el Líban formava part de Síria. Durant la seva visita a Teheran a l'agost de 1979, després de la Revolució Iraniana, públicament va afirmar que el govern sirià recolzava la revolució abans i després del procés revolucionari.

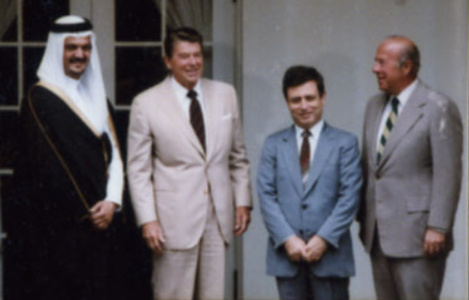
Khaddam, com a Ministre d'Afers Exteriors, amb el Príncep Saud al-Faisal, Ronald Reagan i George Shultz el 1981

Després va exercir com a Vicepresident de l ' 11 de març de 1984 a l'any 2005. Va ser el responsable de política i afers exteriors, com a Vicepresident. Khaddam també va ser cap mediador durant la Guerra Civil del Líban, rebent de manera no oficial el títol de "Alt Comissionat" o "Padrí" del Líban.
Després de la mort de Hafez al-Assad l'any 2000, es va fundar un Comitè de 9 membres, encapçalat per Khaddam, per supervisar el període de transició. Va ser nomenat per aquest comitè com a President interí de Síria el 10 de juny, i va estar en el càrrec fins al 17 de juliol del 2000 quan Bashar al-Assad va ser elegit com a nou president. En el seu moment, hi havia rumors a Damasc que Khaddam voldria conservar el poder, en la seva condició de successor constitucional de la presidència.

### Intents d'assassinat
Khaddam va ser lleugerament ferit en un atac a Damasc el desembre de 1976. A l'octubre de 1977, Khaddam va sobreviure a un intent d'assassinat a l'Aeroport Internacional d'Abu Dhabi. No obstant això, Saif Ghobash, el ministre d'estat d'afers exteriors dels Emirats Àrabs Units va morir en l'atac en el seu lloc. Les autoritats sirianes van argumentar que l'atemptat s'havia planificat i portat a terme per l'Iraq. Khaddam va informar que Rifat al-Assad també va intentar matar-lo.

### Aliances
Khaddam va ser un dels alts funcionaris a Síria que va ser proper al Primer Ministre Libanès Rafik Hariri. Hariri va estar associat amb fills de Khaddam en molts negocis i projectes al Líban i l'Aràbia Saudita.

## Dimissió
Com a nou President, Bashar al-Assad va reforçar el seu control sobre la burocràcia baasista; Khaddam i altres membres de la "vella guàrdia" del govern van anar perdent influència. Va anunciar la seva dimissió el 5 de juny de 2005, durant la conferència del Partit Baas després de criticar públicament els molts errors dels règim, especialment al Líban, fent d'ell l'únic oficial d'alt rang sirià que va dimitir públicament dins a Síria i durant la conferència del partit Baas, un moviment que molts al interior de Síria van considerar molt valent a causa des possibles riscos. A continuació, va marxar a França amb la seva família per por per la seva seguretat, ja que els informes d'intel·ligència van començar a informar de potencial complots d'assassinat contra ell i altres membres de la seva família pel règim d'Assad. Això va fer d'ell el darrer membre influent de la "vella guàrdia" a deixar el primer nivell de govern. L'anunci va arribar a un punt en què Bashar Al-Assad havia estat intentant tallar les ales de la seva política que era encara potent membre sunnita en un govern alauita. Després de renunciar, es va traslladar a París ostensiblement a escriure les seves memòries.

### Defecció i exili
El 30 de desembre de 2005, Khaddam va sortir de Síria. En una entrevista amb Al-Arabiya, el mateix dia, Khaddam denunciava molts "errors polítics" d'Assad en el tracte amb el Líban. Va atacar especialment a Rustum Ghazali, antic cap de operacions de Síria al Líban, però va defensar el seu predecessor, Ghazi Kanaan, conseller d'interior. Khaddam també va dir que l'ex primer ministre Libanès Rafik Hariri, de qui Khaddam es va considerar proper, "va rebre moltes amenaces" des de la Síria del president Bashar al-Assad.
El parlament sirià va respondre l'endemà votant de llençar càrrecs de traïció contra ell, i el Partit Baas el va expulsar. Després de l'entrevista de Khaddam entrevista, la Comissió de l'ONU encapçalada per Detlev Mehlis va investigar l'assassinat de Hariri, va dir que havia demanat a les autoritats sirianes poder preguntar a Bashar al-Assad i al Ministre d'Afers Estrangers Farouk al-Sharaa. El gener de 2006 es va reunir a París amb els investigadors de l'ONU del cas de l'assassinat de Hariri. Les seves acusacions contra Assad i el seu cercle íntim sobre l'assassinat de Hariri, també es van tornar més explícites: Khaddam va dir que creia que Assad havia ordenat l'assassinat de Hariri.
El 14 de gener de 2006, Khaddam va anunciar que estava formant un "govern a l'exili" i va fer la predicció de la fi del govern d'Assad per a finals de 2006. Khaddam fou el funcionari de més alt rang de Síria a tallar públicament els seus lligams amb el govern sirià, incloent Rifaat al-Assad. Khaddam va formar el grup d'oposició Front Nacional de Salvació a Síria (FNS) el 2006, donant suport a la transició política a Síria. El FNS va tenir la seva darrera reunió el 16 de setembre de 2007 a Berlín, on unes 140 oposició figures hi van assistir. El 16 de febrer de 2008, Khaddam va acusar el govern sirià de l'assassinat d'un alt càrrec d'Hezbollah fugitiu, Imad Mughniyeh, "per indicació d'Israel."

#### Judici
Khaddam va ser jutjat en absència per un tribunal militar a Damasc i condemnat a treballs forçats de per vida i a ser desposseït dels seus drets civils i impedit de residir a les províncies de Damasc o Tartus (on era la seva localitat natal) a l'agost de 2008. La raó del veredicte va ser "perjudicar el lideratge sirià al declarar falsament davant d'un tribunal internacional sobre l'assassinat de l'ex Primer Ministre Libanès Rafiq Hariri."

### Paper en la Guerra Civil Siriana
Khaddam és considerat pels Estats Units i la UE com un líder opositor a l'actual govern sirià. En una entrevista al canal 2 de la televisió d'Israel, Khaddam va reconèixer que va rebre diners i l'ajuda dels EUA i la UE per tal d'enderrocar el govern Sirià. També va dir que mantenia fortes relacions amb molts alts càrrecs de l'exèrcit i generals que havien abandonat al règim sirià i els havia estat donant-los suport per enderrocar a Bashar al-Assad.

## Vida Personal
Khaddam està casat amb Najat Marqabi, que és membre d'una rica i ben coneguda família de Tartus. Ella és també sunnita. Van tenir tres fills i una filla. Una de les seves netes està casada a un fill de Rafik Hariri. Khaddam està interessat en la lectura d'obres polítiques i és aficionat a la caça.
Morí el 31 de març de 2020 d'un infart miocardíac a París. Tenia 87 anys.